# 클레오메네스 3세
클레오메네스 3세(Cleomenes III, 고대 그리스어: Κλεομένης, 기원전 260년 - 기원전 219년, 재위 기원전 235년 - 기원전 222년)는 고대 스파르타 말기의 스파르타 왕이다.

## 생애
클레오메네스 3세는 이후 아기아드의 왕이 되는 레오니다스 2세와 그의 아내 크라테시클레이아의 아들로 스파르타에서 태어났다. 클레오메네스가 탄생한 정확한 년도는 알려져 있지 않지만, 사학자 피터 그린은 기원전 265년에서 기원전 260년 사이라고 추정하고 있다.
기원전 242년경, 레오니다스는 에우리폰티드 왕 아기스 4세의 개혁을 반대하다가 스파르타에서 추방당해 아테네의 신전에 대피를 하게 된다. 그의 뒤를 이어 아기스를 지지했던 클레오메네스의 이복형제 클레옴브로투스가 왕이 되었다. 그런 상황에서 아기스는 개혁을 시작하면서, 코린토스 지협 주변을 침공하기 시작했으며, 이것은 레오니다스가 왕위를 되찾을 수 있었던 기회를 제공했다. 그는 재빠르게 클레옴브로투스를 처리하고, 아기스가 스파르타로 귀환하자 체포해서 처형했다.
아기스가 죽자 그 동생 아르키다무스는 재빨리 외국으로 도주한다. 그러나 아기스 아내 아기아티스는 어린 아기를 안은 채 저택에 남아 있었다. 레오니다스는 이들을 잡아 자신의 아들 클레오메네스와 끈을 만들고자 했다. 당시 18세 가량이었던 클레오메네스는 아버지로부터 아기스의 과부인 아기아티스와 결혼을 강요받는다. 그녀가 부유한 가문의 상속자였기 때문이다. 뿐만 아니라 아기아티스는 빼어난 외모와 좋은 성격을 가지고 있어서 당시 그리스 수준을 훨씬 넘어 있었다.

전설에 의하면, 아버지가 사람을 보내 스파르타로 즉각 귀환하라는 말을 들었을 때, 그는 사냥 중이었다. 그가 스파르타로 귀환했을 때, 결혼식을 위해 치장된 것을 보았고, 아버지에게 누가 결혼하느냐고 질문을 하자, 아버지는 클레오메네스 자신이라고 대답했다. 클레오메네스는 아버지가 신부의 남편을 처형했기 때문에 자신에게 농담을 하는 것이라고 여겼다고 전해진다. 결혼식은 예정대로 진행되었고, 아기아티스는 클레오메네에게 아기스와 그의 개혁 계획에 대해서 들려주었다.
이 무례한 결혼을 하기 전에 아기아티스가 시도한 호소는 시민의 이야기 거리가 되었다. 그러나 클레오메네스도 훌륭한 젊은이었으므로, 레오니다스는 미워하면서도 남편에게는 봉사했다. 이 젊은이도 아내를 통해서 들은 아기스의 명성에 매료되었다. 그리하여 그는 아기스의 이상을 계승하게 되었다.
기원전 235년에 즉위하여 시작은 내정 개혁보다 외정을 중시하였고, 과거 아기스가 실패한 내정 개혁의 야망을 숨긴다. 기원전 227년에 개혁에 착수하여 토지의 재분배를 실시했다. 기원전 223년, 원정을 떠나 메갈로폴리스를 점령했다. 기원전 222년, 클레오메네스 전쟁의 〈셀라시아 전투〉에서 안티고노스 2세가 이끄는 마케도니아, 아카이아 동맹 연합군에 패하여 퇴각했다가 이후 이집트로 망명한다. 프톨레마이오스 3세는 그를 비호해 주었지만 차기 프톨레마이오스 4세는 암군으로 클레오메네스는 도주를 꾀하다가 실패하면서 자결한다.